# Colpochila nobilis
Colpochila nobilis är en skalbaggsart som beskrevs av Blackburn 1906. Colpochila nobilis ingår i släktet Colpochila och familjen Melolonthidae. Inga underarter finns listade i Catalogue of Life.